# 1850 w sztukach plastycznych

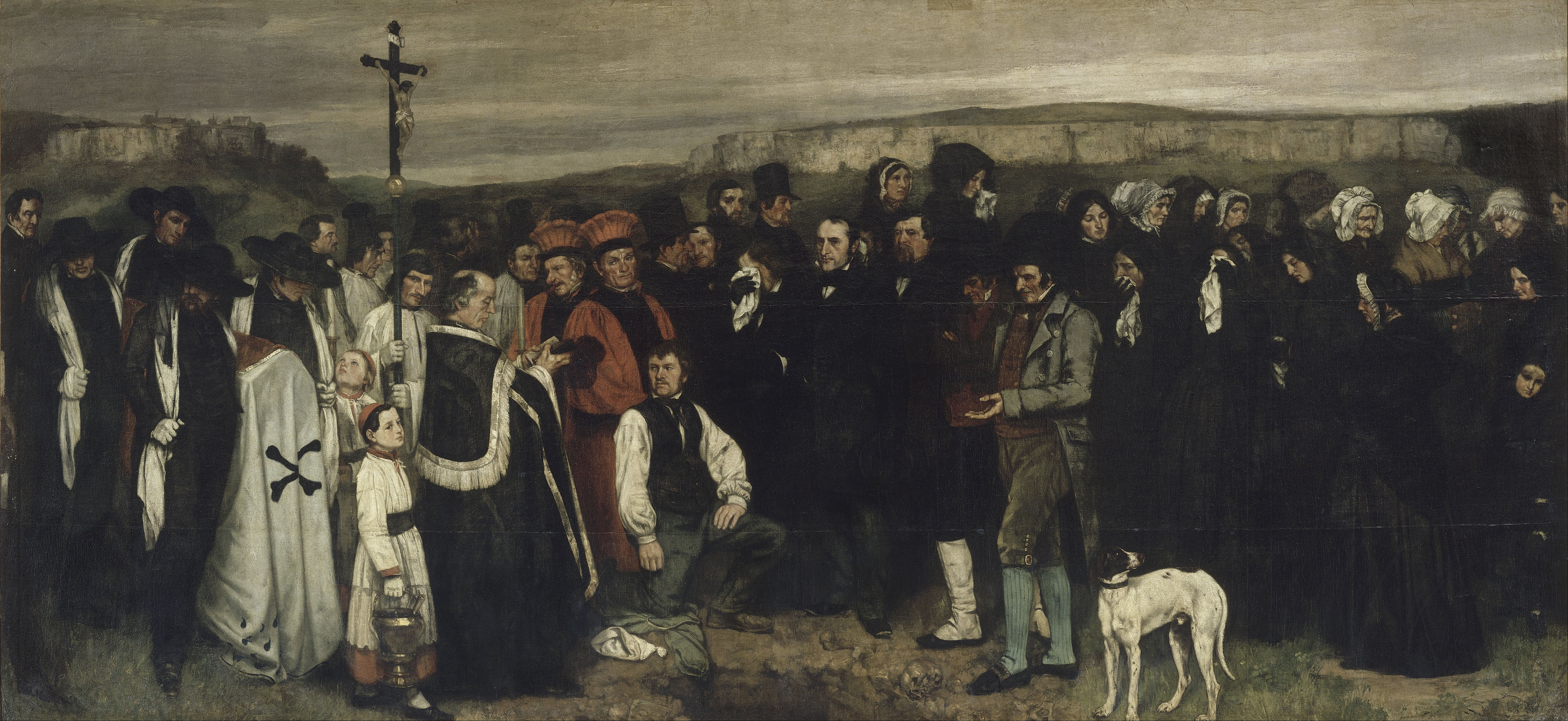
Gustave Courbet Pogrzeb w Ornans

Wydarzenia w sztukach plastycznych i wizualnych w 1850 roku.

## Malarstwo
- Gustave Courbet

Pogrzeb w Ornans - olej na płótnie, 315x668 cm
- Henryk Rodakowski

Portret ojca artysty - olej na płótnie, 116x89

## Urodzeni
- 27 stycznia - John Collier (zm. 1934), brytyjski malarz i pisarz
- 19 kwietnia - Edward John Gregory (zm. 1909), angielski malarz i ilustrator
- 20 kwietnia - Jean-François Raffaëlli (zm. 1924), francuski malarz, grafik, rzeźbiarz i litograf
- 17 czerwca - Raphaël Collin (zm. 1916), francuski malarz i ilustrator
- 22 września - Władysław Czachórski (zm. 1911), polski malarz
- 25 września - Tomasz Dykas (zm. 1910), polski rzeźbiarz
- 28 września - George Hitchcock (zm. 1913), amerykański malarz
- 10 października - Léon Comerre (zm. 1916), francuski malarz
- 20 października - Alfons Dunin Borkowski (zm. 1918), polski malarz
- 22 listopada - Georg Dehio (zm. 1932), niemiecki historyk sztuki
- Vicente Cutanda (zm. 1925), hiszpański malarz

## Zmarli
- 17 stycznia] - Henryk Zabiełło (ur. 1785), polski wojskowy i malarz
- 27 stycznia - Johann Gottfried Schadow (ur. 1764), niemiecki malarz, rzeźbiarz i grafik
- 23 lutego - William Allan (ur. 1782), szkocki malarz
- 16 kwietnia - Marie Tussaud (ur. 1761), francuska artystka znana z wykonywania rzeźb z wosku
- 7 lipca - Carl Rottman (ur. 1797), niemiecki malarz
- 22 lipca - Vicente López Portaña (ur. 1772), hiszpański malarz
- 10 września - Heinrich Dähling (ur. 1773), niemiecki malarz
- 2 października - Sarah Biffen (ur. 1784), brytyjska malarka i miniaturzystka
- 20 października - Henryk Lubomirski (ur. 1777), polski działacz polityczny i mecenas sztuki
- Henryk Ittar - (ur. 1773), włoski architekt